# 埃瑟奈姆
埃瑟奈姆（法語：Hessenheim，法語發音：[esənaim]）是法国下莱茵省的一个市镇，属于塞莱斯塔-埃尔什泰因区。

## 地理
埃瑟奈姆（48°12'34"N, 7°33'3"E）面积5.21 平方千米，位于法国大東部大區下莱茵省，该省份为法国大陆部分最东部的省份，是阿尔萨斯的一部分，今与上莱茵省组成了阿尔萨斯欧洲集体，其南至上莱茵省，西南接孚日省和默尔特-摩泽尔省，西接摩泽尔省，北与德国接壤。
与埃瑟奈姆接壤的市镇（或旧市镇、城区）包括：阿托尔赛姆、伯森比森、博蔡姆、艾多尔赛姆、马克奈姆、米西格、奥讷奈姆。
埃瑟奈姆的时区为UTC+01:00、UTC+02:00（夏令时）。

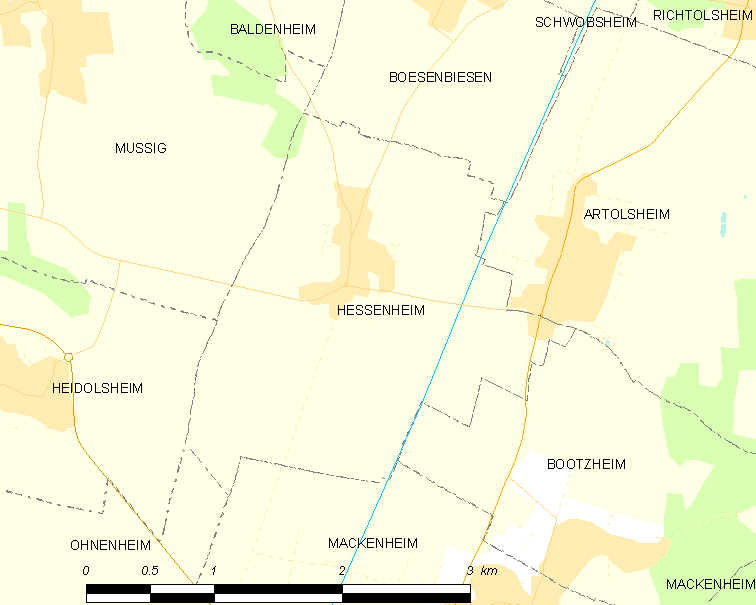
埃瑟奈姆的OSM定位图

## 行政
埃瑟奈姆的邮政编码为67390，INSEE市镇编码为67195。

## 政治
埃瑟奈姆所属的省级选区为塞莱斯塔县。

## 人口

1962-2008年间埃瑟奈姆人口变化图示

埃瑟奈姆于2022年1月1日时的人口数量为614人。